# Saint-Ost
Saint-Ost (okzitanisch: Sent Haust) ist eine französische Gemeinde mit 91 Einwohnern (Stand: 1. Januar 2022) im Département Gers in der Region Okzitanien (bis 2015 Midi-Pyrénées). Sie gehört zum Arrondissement Mirande und zum Gemeindeverband  Astarac Arros en Gascogne. Die Einwohner nennen sich Saint-Ostois.

## Geografie
Die Gemeinde Saint-Ost liegt in der Landschaft Astarac im Osten der historischen Provinz Gascogne, 40 Kilometer nordöstlich von Tarbes und etwa 100 Kilometer südwestlich von Toulouse. Durch das 6,84 km² umfassende Gemeindegebiet fließt die Grande Baïse. Der parallel nach Norden strömende Fluss Baïsole bildet sie westliche Gemeindegrenze. Üstlich beider Flüsse ziehen sich zwei schmale Höhenzüge in Nord-Süd-Richtung, die nach Westen steil, nach Osten sanft abfallen. An der östlichen Gemeindegrenze wird mit 290 Metern über dem Meer der höchste Punkt im Saint-Ost erreicht. Neben Auwaldresten an den Flüssen und den bewaldeten Steilhängen besteht das Terrain überwiegend aus Feldern und Weiden. Die Gemeinde besteht aus zahlreichen Einzelhöfen und Weilern, es gibt keinen markanten Dorfkern. Die größten Weiler heißen Campardon, Dupin, Cabos, Compans, Daran, Monlaur, Le Paysan, Vidouze, Le Janot, Taran, Desangles, Le Chec, Le Biec, Le Manciet, Fitère, Carreau, Méninot, Le Poucouret, Christi, Le Finat und Le Rentoy. Umgeben wird Saint-Ost von den Nachbargemeinden Viozan im Norden, Aujan-Mournède im Osten, Ponsan-Soubiran im Südosten, Cuélas im Süden sowie Sainte-Aurence-Cazaux im Westen.

## Bevölkerungsentwicklung
| Jahr      | 1962 | 1968 | 1975 | 1982 | 1990 | 1999 | 2006 | 2013 | 2022 |
| --------- | ---- | ---- | ---- | ---- | ---- | ---- | ---- | ---- | ---- |
| Einwohner | 139  | 137  | 108  | 105  | 94   | 86   | 82   | 86   | 91   |

Im Jahr 1841 wurde mit 374 Bewohnern die bisher höchste Einwohnerzahl ermittelt. Die Zahlen basieren auf den Daten von cassini.ehess und INSEE.

## Sehenswürdigkeiten
- romanische Kirche Saint-Faust aus dem 11./12. Jahrhundert
- Stein vor dem Kirchentor, an dem im Mittelalter Cagots beten konnten, ohne die Kirche zu betreten
- vier Taubenschläge
- Flurkreuze

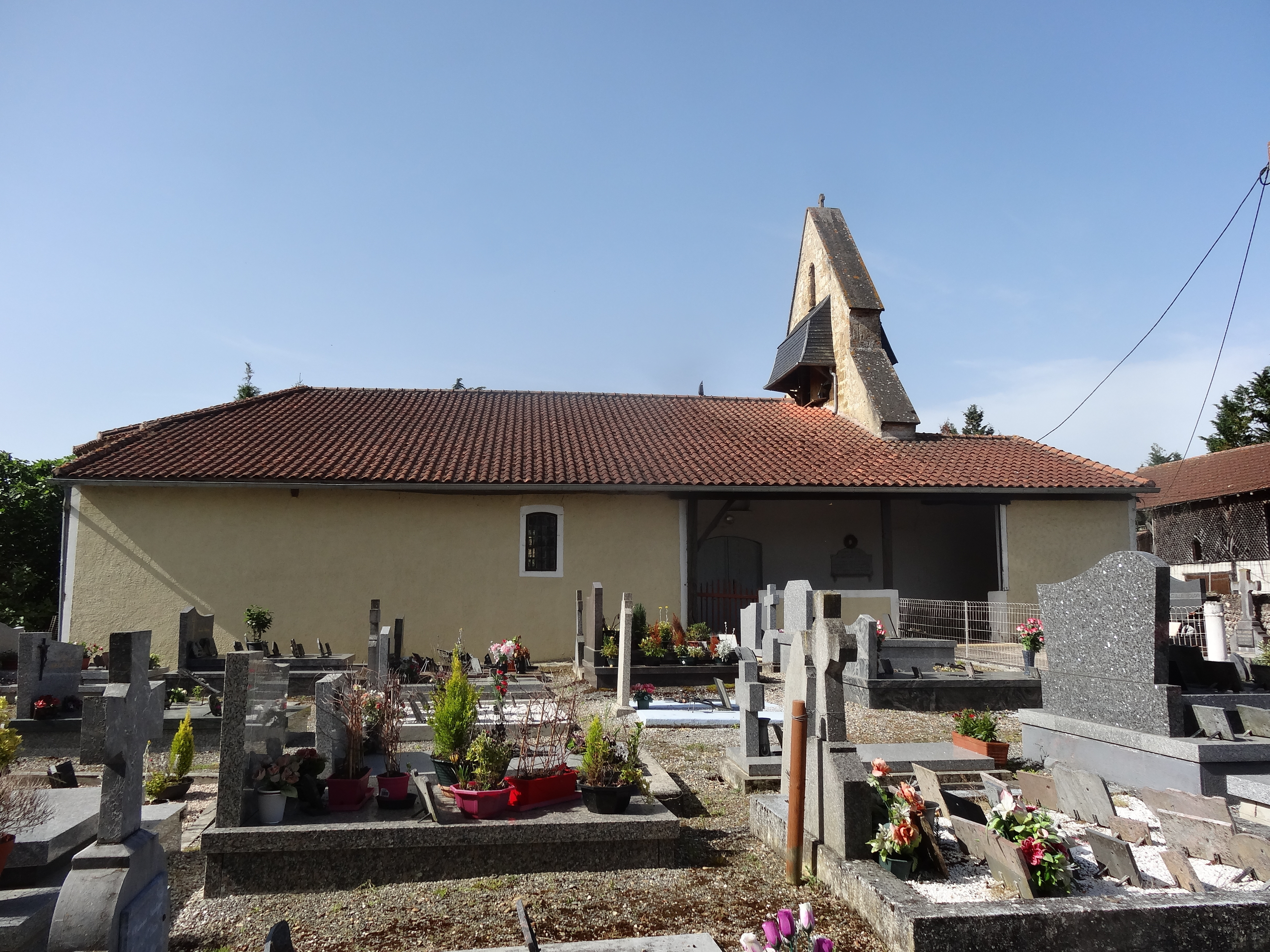
Kirche Saint-Faust
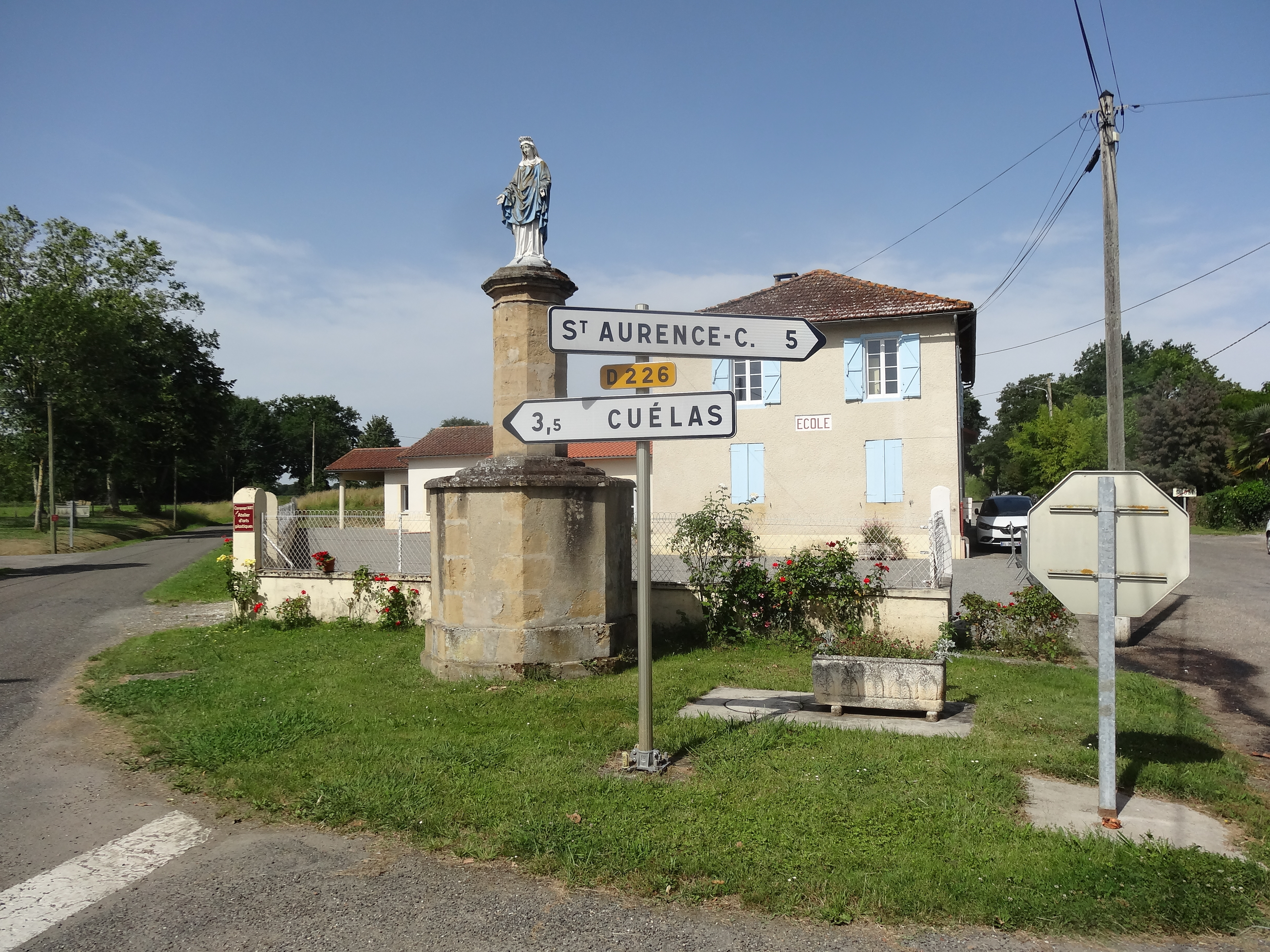
Marienstatue
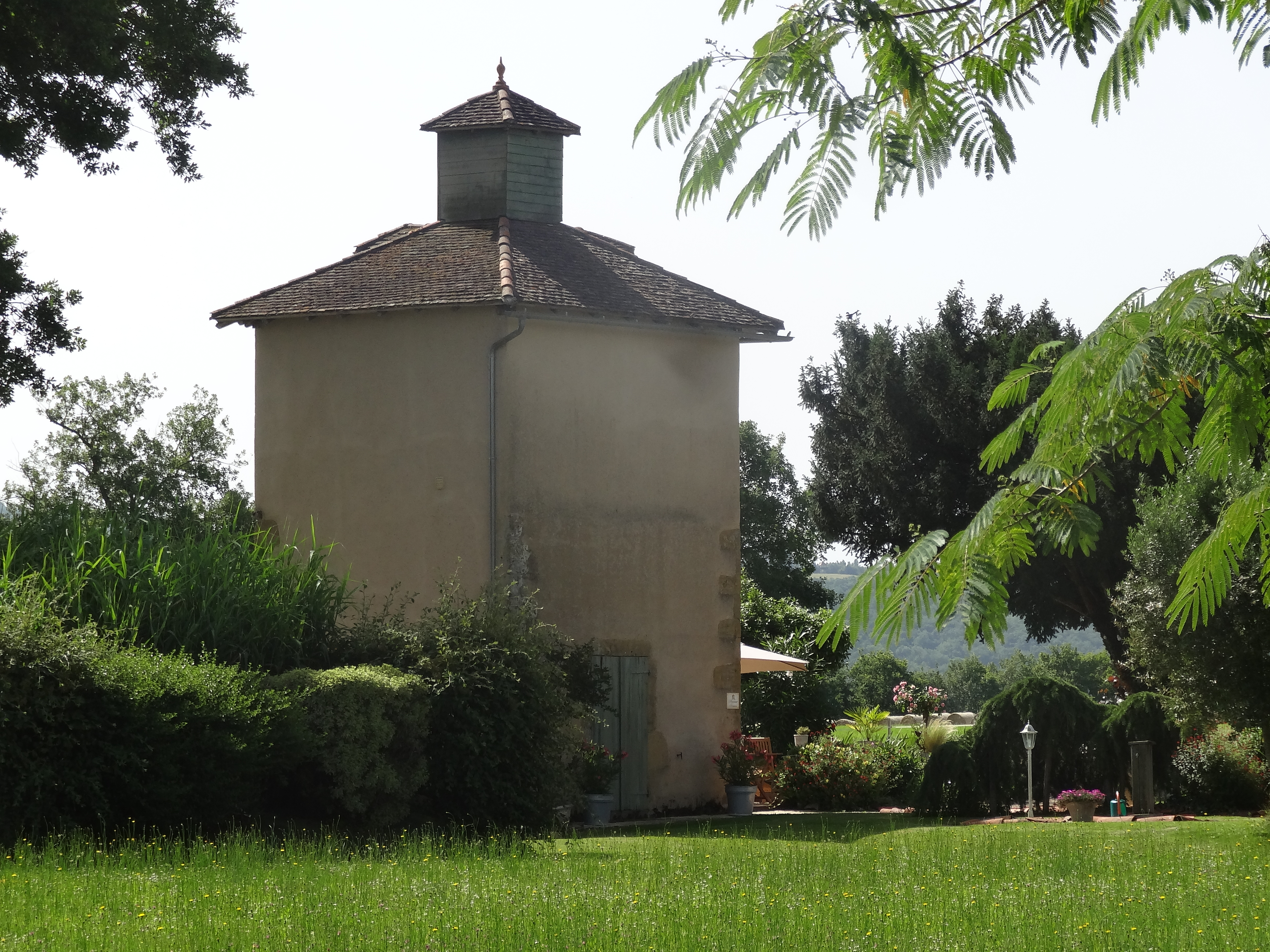
Taubenturm
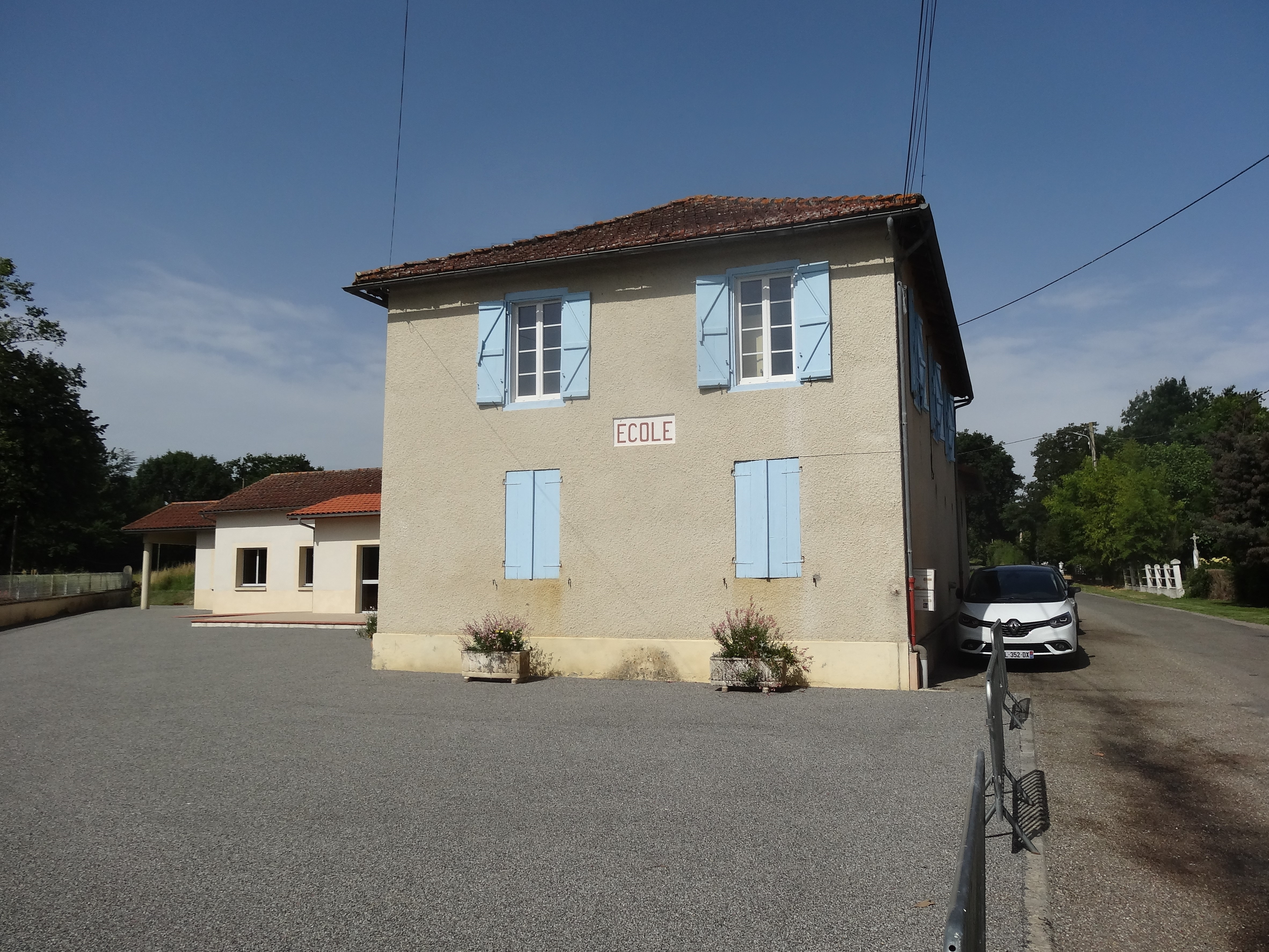
Schule

## Wirtschaft und Infrastruktur
In der Gemeinde Saint-Ost sind 14 Landwirtschaftsbetriebe ansässig (Getreide- und Tabakanbau, Pferde-, Rinder-, Schweine- und Geflügelzucht).
Durch die Gemeinde Saint-Ost führt die Fernstraße D 2 von L’Isle-de-Noé nach Lannemezan. In Lannemezan besteht ein Anschluss an die Autoroute A 64.

## Belege
1. ↑  Saint-Ost auf cassini.ehess
2. ↑  Saint-Ost auf INSEE
3. ↑  Landwirtschaftsbetriebe auf annuaire-mairie.fr (französisch)